# Sörbosjön, Dalarna
Sörbosjön är en sjö i Hedemora kommun i Dalarna och ingår i Dalälvens huvudavrinningsområde. Sjön har en area på 0,137 kvadratkilometer och ligger 118,3 meter över havet. Sjön avvattnas av vattendraget Långshytteån (Glasån).

## Delavrinningsområde
Sörbosjön ingår i det delavrinningsområde (670113-152129) som SMHI kallar för Utloppet av Sörbosjön. Medelhöjden är 154 meter över havet och ytan är 2,21 kvadratkilometer. Räknas de 18 avrinningsområdena uppströms in blir den ackumulerade arean 192,38 kvadratkilometer. Långshytteån (Glasån) som avvattnar avrinningsområdet har biflödesordning 2, vilket innebär att vattnet flödar genom totalt 2 vattendrag innan det når havet efter 183 kilometer. Avrinningsområdet består mestadels av skog (81 procent). Avrinningsområdet har 0,14 kvadratkilometer vattenytor vilket ger det en sjöprocent på 6,1 procent. Bebyggelsen i området täcker en yta av 0,11 kvadratkilometer eller 5 procent av avrinningsområdet.